# Khát vọng (phim truyền hình)
Khát vọng (tiếng Trung: 渴望) là một bộ phim truyền hình dài tập đề cập đến các vấn đề đạo đức, lối sống trong một gia đình nhiều thế hệ, trải qua những biến cố khắc nghiệt của lịch sử. Bộ phim do Lỗ Hiểu Oai đạo diễn, ra mắt lần đầu năm 1990 và đã bất ngờ đạt tỉ suất 98% lượng khán giả, 
và là một trong Top 10 phim truyền hình có rating cao nhất lịch sử Trung Quốc.

## Nội dung
Được chuyển thể từ cuốn tiểu thuyết cùng tên của nhà văn nổi tiếng Trung Quốc Vương Sóc, truyện phim đặt trong bối cảnh cuộc Cách mạng Văn hóa Trung Quốc đang ở giai đoạn cao trào. Nhân vật chính là Lưu Huệ Phương, những thăng trầm trong cuộc sống của cô gắn liền với những biến động của xã hội Trung Quốc thời bấy giờ.
Huệ Phương vốn là một nữ công nhân bình thường, cô kết hôn với một trí thức nửa mùa là Vương Hỗ Sinh. Hoàn cảnh khác nhau và sự ích kỷ của người chồng khiến cuộc hôn nhân nhanh chóng đổ vỡ.

## Diễn xuất
- Hàn Ảnh - Lưu mẫu
- Dương Thanh - Từ Nguyệt Quyên
- Trương Khải Lệ... Lưu Huệ Phương
- Lý Tuyết Kiện - Tống Đại Thành
- Tôn Tùng - Vương Hỗ Sinh
- Hoàng Mai Oanh - Vương Á Như
- Trịnh Càn Long - La Cương
- Ngô Ngọc Hoa - Tiêu Trúc Tâm
- Bàng Mẫn - Điền Lợi
- Tiêu Trì - Vương mẫu

## Văn hóa
Lời bài hát Khát vọng (Lôi Lôi sáng tác) do Mao A Mẫn thể hiện tựa như tâm trạng một cô gái hiền lành, hiểu biết, vất vả nhưng luôn có ý chí, có hoài bão và luôn nỗ lực phấn đấu. Cách cô gái nhìn những nhọc nhằn, phiền não trong cuộc sống rất tự nhiên, nhẹ nhàng.
Lời gốc:
悠悠岁月，欲说当年好困惑，
亦真亦幻难取舍。
悲欢离合都曾经有过，
这样执着竟为什么 ？
漫漫人生路， 上下求索。
心中渴望真诚的生活，
谁能告诉我是对还是错，亦真亦幻难取舍。
悲欢离合都曾经有过，
这样执着竟为什么 ？
漫漫人生路， 上下求索。
心中渴望真诚的生活，
谁能告诉我是对还是错，
问询南来北往的客。

恩怨忘却， 留下真情重头说，
相伴人间万家灯火。
故事不多， 宛如平常一段歌，
过去未来共斟酌。
过去未来共斟酌。
Phiên âm:
Du du tuế nguyệt, dục thuyết đương niên hảo khốn hoặc.
Diệc chân diệc ảo nan thủ xả
Bi hoan li hợp đô tằng kinh hữu quá
Giá dạng chấp trước cứu cánh vi hẩn ma?
Mạn mạn nhân sinh lộ. thượng hạ cầu tố.
Tâm trung khát vọng chân thành đích sinh hoạt,
Thuỳ năng cáo sở ngã, thị đối hoàn thị thác
Vấn tuân nam lai bắc vãng đích khách.
Ân oán vong khước, lưu hạ chân tình tùng đầu thuyết
Tương bạn nhân gian vạn gia đăng hỏa
Cố sự bất đa, uyển như bình thường nhất đoạn ca
Quá khứ vị lai cộng châm chước.

Chuyển ngữ:
Đời tựa như dòng nước. Trôi chẳng ngừng, khi nào dừng chân. Đại dương, chìm khuất ngoài khơi. Biển, sâu rộng khó lường.
Đời tựa như bão tố. Lúc quay cuồng, có lúc lặng yên. Còn đây, khát vọng. Dâng trong lòng sóng cuộn về đâu ?
Yêu thương dẫn mở lối. Niềm vui tới biết đâu bến bờ. Vẫn còn đây, mong chờ. Đọng trong tim, ngàn năm khó quên.
Khi tin yêu vuột mất. Giọt nước mắt rơi trên môi mềm. Còn đây, khát vọng. Dâng trong lòng sóng cuộn về đâu ?
Dịch:
Bâng khuâng năm tháng rộng dài
Thực hư lẫn lộn biết ai tỏ bày
Thoắt vui buồn thoắt chia phôi
Miệt mài theo đuổi vòng đời quẩn quanh

Dòng đời thiên lý biết chăng
Biết ai, ai biết năm canh đợi chờ
Khát khao cuộc sống ước mơ
Hỏi người lữ khách có chờ nhau không ?

Đầy vơi tổ ấm thân thương
Oán ân gác lại dặm đường còn xa
Cuộc đời ngắn tựa bài ca
Quan san dâu bể cho ta hiểu mình.
Bản dịch chép từ lời trong phim chiếu trên VTV:
Bâng khuâng năm tháng rộng dài
Thực hư lẫn lộn biết ai tỏ bày
Thoắt vui buồn thoắt chia phôi
Miệt mài theo đuổi dòng đời quẩn quanh

Đường đời thiên lý biếc xanh
Biết ai, ai biết năm canh đợi chờ
Khát khao cuộc sống ước mơ
Hỏi người lữ khách có chờ nhau không ?

Đèn soi tổ ấm thân thương
Oán ân gác lại dặm đường còn xa
Cuộc đời ngắn tựa bài ca
Quan sơn dâu bể cho ta hiểu mình.
- Nếu bạn băn khoăn người Trung Quốc nghĩ hình mẫu một người phụ nữ hoàn hảo là thế nào trong những năm 1990, nhân vật được rất nhiều người yêu mến Lưu Huệ Phương sẽ trả lời câu hỏi đó.
- Ngay sau khi lên sóng truyền hình, bộ phim nổi tiếng đến mức có câu Ai cũng yêu mến Lưu Huệ Phương và căm ghét Vương Hỗ Sinh.
- Nam diễn viên đóng vai Vương Hỗ Sinh không thể có bạn gái trong một thời gian dài sau khi bộ phim phát sóng.
- Lời ca khúc trong phim sát với giai điệu một cách đáng ngạc nhiên, dù bạn không hiểu Hoa ngữ.

## Liên kết
- Thông tin trên Website Hắc Long Giang
- 资料：国剧盛典之经典剧集--《渴望》
- 90年代经典电视剧——《渴望》
- Clip bài hát trong phim Khát vọng